# 휠링 네일러스
| 휠링 네일러스 | |
| 콘퍼런스      | 동부 콘퍼런스 |
| 디비전        | 노스 디비전 |
| 설립연도      | 1981년 1988년 (ECHL 가입) |
| 해체연도      | |
| 역사          | 윈스턴-세일럼 선더버즈 (1981년~1982년) 캐롤라이나 선더버즈 (1982년~1989년) 윈스턴-세일럼 선더버즈 (1989년~1992년) 휠링 선더버즈 (1992년~1996년) 휠링 네일러스 (1996년~현재) |
| 경기장        | 웨스뱅코 아레나 |
| 연고지        | 웨스트버지니아주 휠링 |
| 상징색        | 검정, 베가스 골드, 하양 |
| 구단주        | 하키 클럽 오브 더 오하이오 빌리 |
| 단장          | |
| 감독          | 클락 도나텔로 |
| NHL 제휴      | 피츠버그 펭귄스 |
| AHL 제휴      | 윌크스배리/스크랜턴 펭귄스 |
| 정규시즌 우승 | ACHL : 4 (1983, 1984, 1985, 1986) ECHL : 2 (1993, 1995) |
| 콘퍼런스 우승 | 1 (2016) |
| 디비전 우승   | ECHL : 3 (1993, 1995, 2004) |
| 켈리 컵       | - |
| 영구 결번     | - |

휠링 네일러스(Wheeling Nailers)는 미국 웨스트버지니아주 휠링을 연고지로 하는 ECHL의 동부 콘퍼런스 노스 디비전 소속 아이스 하키팀이다.

## 역대 홈경기장
| 윈스턴-세일럼 선더버즈/캐롤라이나 선더버즈/휠링 선더버즈/휠링 네일러스 |               |          |                                |      |
| 경기장                                                                 | 사용기간      | 수용인원 | 장소                           | 비고 |
| 윈스턴-세일럼 메모리얼 콜리시엄                                        | 1981년~1992년 | 8,500명  | 노스캐롤라이나주 윈스턴-세일럼 | 빈칸 |
| 웨스뱅코 아레나                                                        | 1992년~현재   | 5,406명  | 웨스트버지니아주 휠링          | 빈칸 |